# Olluquito con charqui
El olluquito con charqui es un plato típico de la gastronomía peruana preparado a base de ollucos y el charqui de llama.

## Historia
El olluquito con charqui, o simplemente olluquito, es un guiso a base de ollucos y charqui de carne seca de llama. Es típico de la serranía peruana, particularmente del departamento del Cuzco y de la ciudad de Cerro de Pasco.
Su origen es prehispánico, debido a sus ingredientes principales autóctonos. Tras la conquista y colonización de América por los españoles, nuevos ingredientes llegaron a los territorios americanos. Es el caso de las cebollas y el ajo, básicos para elaborar el aderezo peruano y que se utiliza para este guiso.
La primera mención de la que se tiene registro de este plato se encuentra en el auto sacramental del siglo XVII escrito en quechua El hijo pródigo del clérigo indígena Juan de Espinosa Medrano.
El periodista gastronómico Adán Felipe Mejía anotó:

¡Ahí tenéis el charqui, nada menos, que unido al olluquito, brinda un potaje muy socorrido, muy grato al paladar, muy peruano: con su punta de ají coloreador, buena manteca, ajo, cebolla y picadura de culantro al servirlo, con propósito estético, todo en un panto de barro.
Adán Felipe Mejía

Este plato popular suele ser imprescindible en cualquier bufé criollo.

## Descripción

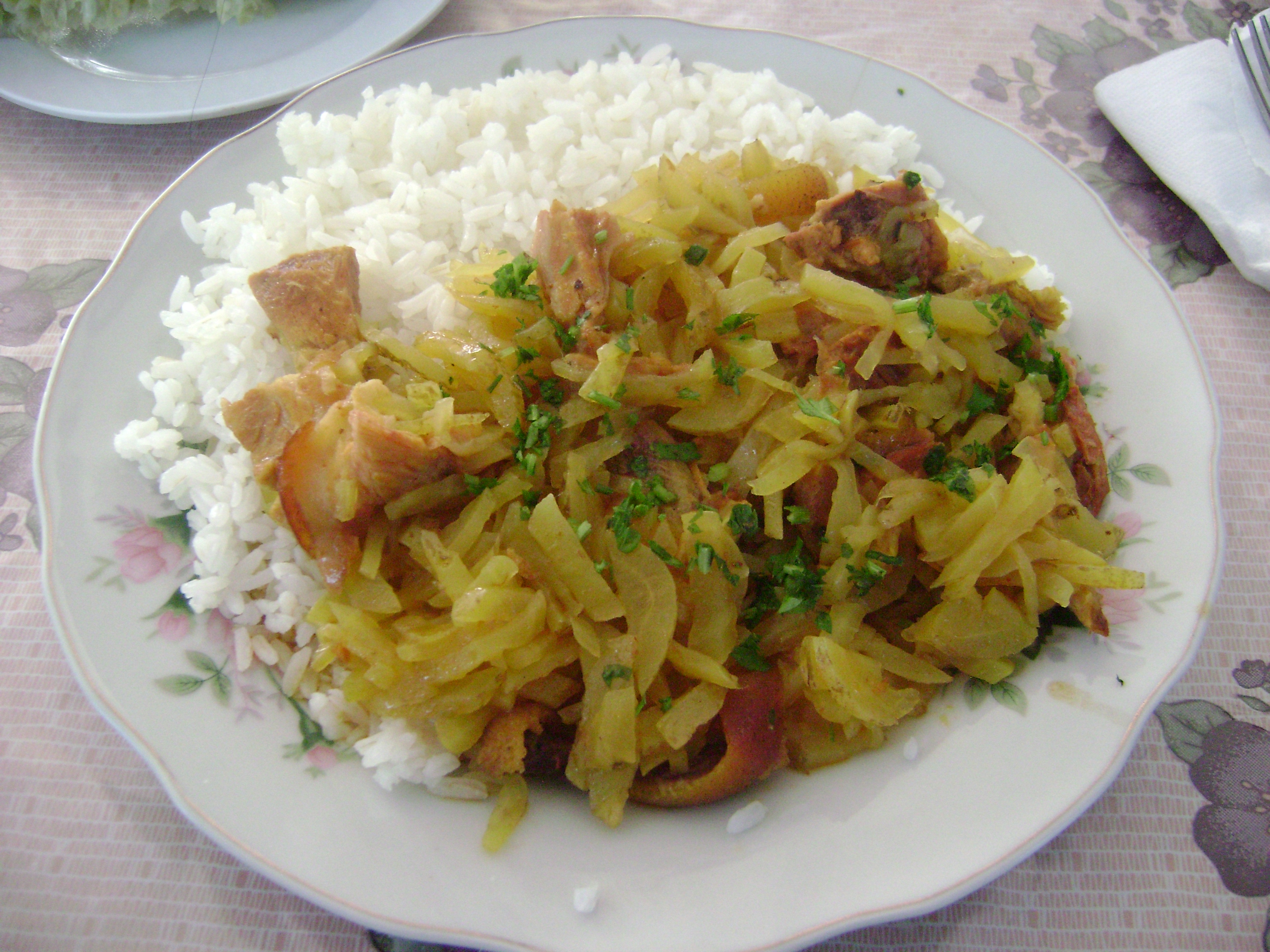
Olluquito elaborado con cerdo en vez de charqui, acompañado de arroz blanco.

Como muchos guisos de la gastronomía peruana, el olluquito con charqui puede ser elaborado en una olla de barro, lo que le confiere un sabor característico. El olluco se cocina en tiras finas, rehogándolo en un aderezo peruano con la carne.
El charqui puede ser sustituido por chalona, carne de res o cerdo, en tiras o picada, para hacerlo más asequible en otras zonas del Perú, especialmente en Lima donde no existe tal costumbre. Incluso se puede sustituir la carne de llama por marisco. Se acompaña con el infaltable arroz blanco, y se decora con perejil picado. En algunas versiones se le riega con un chorro de leche evaporada al final de la cocción.